# Pternidora aclyta
Pternidora aclyta är en fjärilsart som beskrevs av Turner 1916. Pternidora aclyta ingår i släktet Pternidora och familjen vecklare. Inga underarter finns listade i Catalogue of Life.